# Daichi Akiyama
Daichi Akiyama (jap. 秋山 大地, Akiyama Daichi; * 28. Juli 1994 in Fujiidera, Präfektur Osaka) ist ein japanischer Fußballspieler.

## Karriere
Daichi Akiyama erlernte das Fußballspielen in der Jugendmannschaft von Cerezo Osaka. Hier unterschrieb er auch 2013 seinen ersten Profivertrag. Der Verein aus Osaka, einer Stadt in der Präfektur Osaka, spielte in der höchsten Liga des Landes, der J1 League. Ende 2014 stieg er mit dem Verein in die zweite Liga ab. Von März 2015 bis Juli 2015 wurde er an den Zweitligisten Ehime FC nach Matsuyama ausgeliehen. Mit dem Klub absolvierte er 16 Zweitligaspiele. 2015 spielte er zweimal in der J.League U-22 Selection. Diese Mannschaft, die in der dritten Liga, der J3 League, spielte, setzte sich aus den besten Nachwuchsspielern der höherklassigen Vereine zusammen. Das Team wurde mit Blick auf die Olympischen Sommerspiele 2016 in Rio de Janeiro gegründet. Die Auswahl der Spieler erfolgte auf wöchentlicher Basis aus einem Pool, für den jeder Verein förderungswürdige Talente benennen konnte; die Zusammensetzung der Mannschaft variierte daher sehr stark von Spiel zu Spiel. 2016 wurde er mit Osaka Tabellenvierter und stieg wieder in die erste Liga auf. 2017 gewann er mit Osaka den J. League Cup und den Emperor’s Cup. Im Finale des J. League Cup gewann man gegen Kawasaki Frontale mit 2:0, im Finale des Emperor’s Cup siegte man 2:1 gegen die Yokohama F. Marinos. Den Supercup gewann er mit Osaka 2018. Im Spiel gegen den Meister Kawasaki Frontale gewann man mit 3:2. Seit 2019 wurde er auch in der U23-Mannschaft von Osaka eingesetzt. Die Mannschaft spielte in der dritten Liga, der J3 League. Von Juli 2019 bis Januar 2020 wurde er an den Zweitligisten Montedio Yamagata ausgeliehen. Nach vier Zweitligaspielen kehrte er Anfang 2020 nach der Ausleihe wieder nach Osaka zurück. Die Saison 2021 spielt er auf Leihbasis bei Gainare Tottori.

## Erfolge
Cerezo Osaka
- J. League Cup: 2017

- Kaiserpokal: 2017

- Japanischer Supercup: 2018